# ذا كواليتي أوف ذا انفورمانت
 «ذا كواليتي أوف ذا انفورمانت» هي رواية أدب الجريمة صدرت عام 1985 من تأليف جيرالد بيتيفيتش (بالإنجليزية: Gerald Petievich). وهذه هي الرواية الرابعة في سلسلة «تشارلز كار» للمؤلف، تدور أحداثها حول بطولات عميل فدرالي في كاليفورنيا الجنوبية. تشمل السلسلة على روايات أخرى منها: رجال المال (Money Men)، صفقة واحدة (One-Shot Deal)، والموت في بيفرلي هيلز (To Die in Beverly Hills).